# Pelargoderus cincticornis
Pelargoderus cincticornis är en skalbaggsart som beskrevs av Conrad Ritsema 1895. Pelargoderus cincticornis ingår i släktet Pelargoderus och familjen långhorningar. Inga underarter finns listade i Catalogue of Life.